# Johannes de Klerk
Johannes "Jan" de Klerk, född 22 juli 1903 i Burgersdorp i Östra Kapprovinsen, död 24 januari 1979 i Krugersdorp i Transvaal, var en sydafrikansk lärare och politiker (nationalist) som var tillförordnad president 10-19 april 1975. Han är far till den senare presidenten F.W. de Klerk.
Med bakgrund på universitetet i Potchefstroom (examen 1926) och inom den vita fackföreningsrörelsen utsågs de Klerk 1948 till sekreterare för Nationalistpartiet i Transvaal och valdes följande år in i Transvaals provinsråd. Sedan svågern Johannes Strijdom bildat regering 1954 utsågs de Klerk, inte helt utan kontroverser till arbetsminister, och valdes till senator för Transvaal 1955. I Hendrik Verwoerds regering behöll han arbetsministerposten och var även och gruvminister (1958-61) och invandrarminister (1961). 1961-66 var han inrikesminister och även utbildningsminister, en post han behöll till 1969 för att därefter utses till talman för senaten och därmed landets vicepresident. Efter statspresident Jacobus Johannes Fouchés pension i april 1975 tjänade han under nio dagar (10-19 april) som tillförordnad president, en post han tidigare erbjudits 1967 och 1968. Han lämnade sin plats i senaten och därmed posten som talman vid sin pension 1976.
Sonen Frederik Willem skulle senare efterträda honom som utbildningsminister (1984-89) och president (1989-1994) för att slutföra avvecklingen av det apartheidsystem fadern bidragit till att bygga upp.